# Carin McDonald
Carin McDonald (Limón, 1958) è una modella, imprenditrice, cantante ed attrice costaricana.

## Biografia
Dopo avere recitato la parte di Esmeralda in È arrivato mio fratello di Castellano e Pipolo, nel 1991 ha preso parte ad Abbronzatissimi di Bruno Gaburro. Come cantante ha all'attivo 5 brani, di cui 2 usciti nel primo 45 giri.
Successivamente ha abbandonato il cinema e si è dedicata allo sviluppo di progetti immobiliari eco-ambientali e sostenibili sul territorio della Costa Rica.

## Filmografia
- È arrivato mio fratello, regia di Castellano e Pipolo (1985)
- Pathos - Segreta inquietudine, regia di Piccio Raffanini (1988)
- Abbronzatissimi, regia di Bruno Gaburro (1991)